# John Wayne Gacy
 (octobre 2017).
Si vous disposez d'ouvrages ou d'articles de référence ou si vous connaissez des sites web de qualité traitant du thème abordé ici, merci de compléter l'article en donnant les références utiles à sa vérifiabilité et en les liant à la section « Notes et références ».
John Wayne Gacy ., né le 17 mars 1942 à Chicago et mort le 10 mai 1994 à Joliet, est l’un des tueurs en série américains les plus connus. Il est surnommé le « clown tueur » en référence à l'habitude qu'il avait de se déguiser en clown pour amuser les enfants. 

## Biographie

### Origines
John Wayne Gacy Jr. est le deuxième des trois enfants de John Stanley Gacy (20 juin 1900 – 25 décembre 1969) et Marion Elaine Robinson (4 mai 1908 – 14 décembre 1989). Ses parents sont des ouvriers issus de familles d'immigrés, d’origine danoise pour sa mère et d'origine polonaise pour son père. La famille est catholique. 
Enfant, Gacy est en surpoids et souvent malade. Il est proche de ses deux sœurs Joanne et Karen, et de sa mère, mais doit subir les humiliations de son père, homme alcoolique et violent envers sa femme et ses enfants, surtout envers John junior, le traitant de « tapette » ou de « pédé » lorsque sa mère veut le défendre.
À l'âge de neuf ans, il est violé par un voisin, ami de la famille,  mais n'ose pas révéler cet abus sexuel.
Il quitte le lycée à 17 ans et part pour Las Vegas où il devient concierge dans un salon funéraire, y découvrant sa fascination pour les cadavres. Il en est congédié pour acte de nécrophilie. De retour à Chicago, il s'inscrit à l'école de commerce de l'université de North Western et y obtient son diplôme en 1963. Bon vendeur, il gravit les échelons dans différentes entreprises, devenant gérant d'un magasin de vêtements pour hommes. Il épouse en septembre 1964 une collègue, Marlynn Myers, dont le père Fred Myers lui propose de reprendre la franchise d'une chaîne de trois restaurants fast-food Kentucky Fried Chicken, à Waterloo, dans l'Iowa.
Devenu père d'un garçon et d'une fille et un notable de la ville, John Gacy en 1968 est accusé de tentatives de viols sur ses employés adolescents. Le 7 novembre 1968, il écope de 10 ans de prison pour sodomie. Cependant, il clame son innocence et remet la faute sur un complot politique organisé contre lui par l'un de ses adversaires politiques. Il est mis en libération conditionnelle après 18 mois d'incarcération après avoir dupé le psychiatre pénitentiaire qui le croit inoffensif .
Sa femme ayant obtenu le divorce le 18 septembre 1969 et son père étant décédé, il revient à Chicago où il s'installe chez sa mère et obtient grâce à un ami de la famille un poste de cuisinier dans un restaurant. Le 1er juin 1972, il se remarie avec Carole Hoff. Peu de temps après, il fonde une société de construction, PDM Contractors, et agresse trois de ses jeunes employés. C'est à cette époque qu'il se confectionne le costume de « Pogo le clown » pour collecter des fonds pour le Parti démocrate de l'Illinois ou pour divertir les enfants malades de l'hôpital local.
Son épouse ayant découvert des magazines d'hommes nus, Gacy lui révèle sa bisexualité. Elle est de plus en plus perplexe après avoir trouvé des vêtements d'adolescents dans leur maison, si bien qu'elle demande et obtient le divorce le 2 mars 1976.

### Parcours criminel

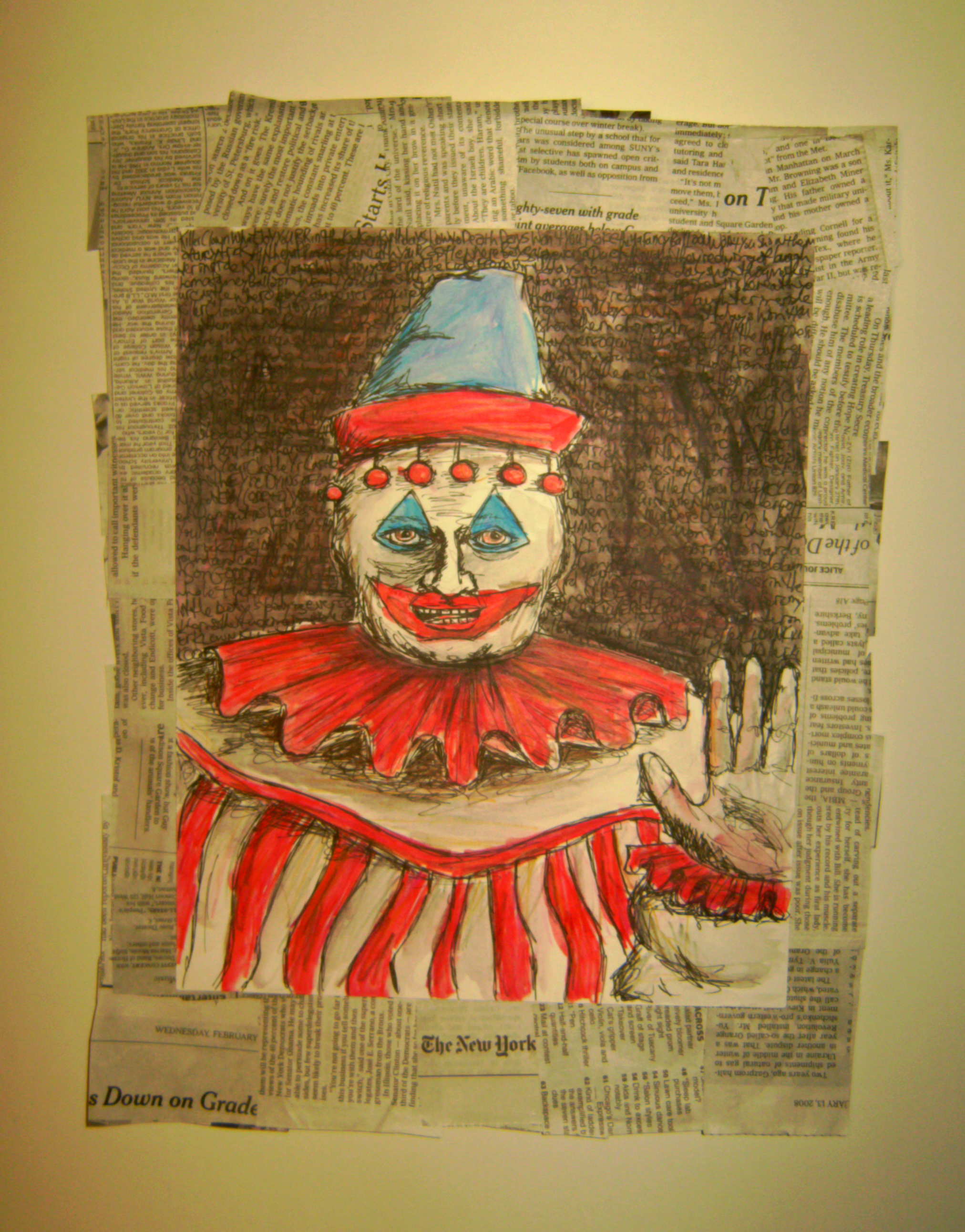
Un dessin de John Wayne Gacy déguisé en « Pogo le clown ».

Il commet son premier meurtre le 2 janvier 1972 et commence à recruter ses principales victimes dans son entourage en proposant des petits boulots aux jeunes de son quartier. La plupart de ses victimes font d'ailleurs partie de ses employés. Sa façon de faire habituelle consiste principalement à les menotter, les torturer et les violer avant de se débarrasser des corps.
Il torture ses victimes de plusieurs façons (comme en utilisant des cartes de poker enflammées, en faisant couler de la cire de bougie fondue sur leur corps, en les noyant à plusieurs reprises dans sa baignoire). En signe de domination, il urine sur ses victimes. Il viole ses victimes avant et après les avoir tuées, gardant les corps pendant un jour ou deux.
Le 21 décembre 1978, la police de Chicago arrête Gacy dans sa voiture et le ramène chez lui pour effectuer des recherches sur la disparition de jeunes hommes ayant travaillé pour lui. Des enquêtes plus approfondies révèlent qu’il est impliqué dans ces disparitions. Vingt-six cadavres sont retrouvés, enterrés ligotés, un tissu enfoncé dans la bouche, dans le vide sanitaire sous sa demeure à Chicago, trois autres enterrés dans sa propriété, et les corps de ses quatre dernières victimes repêchés dans la rivière Des Plaines à proximité de chez lui. Les voisins se plaignaient d’odeurs venant des sous-sols de la maison des Gacy, qu’il avait essayé d’atténuer avec de la chaux et en prétextant avoir des problèmes d’égouts bouchés. Il les fait recouvrir par la suite par du béton. Inculpé pour le meurtre de 33 jeunes hommes, Gacy est un criminel patenté malgré son apparence altruiste.
En prison, Gacy commence à peindre, notamment des portraits de clowns, de Bambi, de Blanche-Neige ou des Sept nains qu'il fait exposer dans des galeries d'art ou vendre aux enchères. Son agent artistique Rick Staton, un entrepreneur de pompes funèbres et marchand d'art, exploite ses murderabilia. Il était ainsi possible pour tout un chacun d'envoyer sa photo à cet agent pour que soit réalisé son portrait en clown tueur ou personnage des Sept nains.
Après une tentative infructueuse de plaider la folie lors de son procès, il est condamné à la peine capitale. Il est exécuté le 10 mai 1994 par injection létale, au centre correctionnel de Stateville (Stateville Correctional Center), près de Joliet (Illinois).

## Dans la culture populaire
- John Wayne Gacy a reçu la plus lourde peine pour un tueur en série, soit 21 condamnations à perpétuité et 12 condamnations à mort (Guinness Book 2002).
- Plusieurs scénaristes ont été inspirés par la vie de Gacy, notamment Clive Saunders pour le film Gacy (2003) et Andrés Muschietti pour le film d'horreur Ça (2017), adaptation cinématographique du roman Ça de Stephen King, où un Pennywise apparaît lors d'une unique scène, grimé et paré d'un costume fortement inspiré de celui de Pogo.
- En 1992, le téléfilm Le Meurtrier de l'Illinois (ou Disparitions sanglantes) retrace le parcours criminel de Gacy qui est interprété par Brian Dennehy.
- Un des membres du groupe Marilyn Manson s'est inspiré de Gacy pour créer son nom de vedette : Madonna Wayne Gacy, qui s'inspire également de la chanteuse Madonna. Pratiquement tous les membres du groupe ont un nom de sex-symbol doublé de celui d'un tueur en série.
- Sufjan Stevens lui consacre une chanson sur son album Illinois.
- L'ancienne cellule que Gacy occupait à la prison de Joliet (Illinois, États-Unis) a été utilisée pendant le tournage de la série télévisée Prison Break.
- John Wayne Gacy apparaît également, sous forme de caricature, dans un épisode de South Park en compagnie de deux autres tueurs en série, Ted Bundy, et Jeffrey Dahmer.
- Le groupe Dog Fashion Disco lui a consacré une chanson, Pogo the Clown.
- Pogo et ses amis est un court-métrage québécois réalisé par François Guay en 2008. Il se réfère à plusieurs tueurs en série, dont Gacy, Albert Fish, Ed Gein et le Tueur du Zodiaque.
- Le groupe américain de sludge/doom metal Acid Bath a utilisé comme oeuvre d'art pour leur album When the Kite String Pops une peinture de Gacy le représentant en clown.
- Dans la chanson God Bless du groupe d'Electro-indus/Aggrotech Combichrist, « John Wayne Gacy » est le 20e nom cité après le premier refrain.
- Le groupe de thrash metal français Dunkel Geist a consacré sa chanson 33 corpses (« trente-trois cadavres ») à Gacy.
- Dans la chanson Boogalion Mafia du groupe de hardcore français Bawdy Festival, un vers dit : « On fait des barbeucs avec John Wayne Gacy ».
- Svetozar Ristovski réalisa en 2010 le film Dear Mr. Gacy qui raconte l'aventure de Jason Moss avec ce tueur en série.
- Le groupe de death metal français Mithridatic s'inspire de plusieurs tueurs en série dans leurs morceaux dont John Wayne Gacy.
- Le peintre américain du Pop art Peter Saul a peint Gacy en 1984 sur la chaise électrique en train de violenter le gardien chargé de l'exécuter.
- On peut entendre un extrait d'une interview de John Wayne Gacy dans l'introduction de Butcher the Weak par le groupe de death metal Devourment.
- John Wayne Gacy apparaît dans la série animée Metalocalypse dans une scène où le général parle de l'amour de Toki Wartooth pour les clowns.
- Le groupe punk français Bérurier Noir s'est inspiré de Gacy dans sa chanson « 2 Clowns » sur l'album Souvent fauché, toujours marteau.
- Dans le jeu vidéo The Warriors issu du film homonyme, l'un des protagonistes, Chatterbox, leader du gang des Hi-Hat, porte le même costume et maquillage que Gacy.
- Dans le onzième épisode de la saison 1 de Elementary, Sherlock Holmes compare un homme à John Wayne Gacy.
- Dans le jeu vidéo Deadlight on peut trouver sur un cadavre : "La pièce d'identité d'un étranger du nom de J. W. Gacy".
- Dans la série American Horror Story: Freak Show, le personnage "Twisty le Clown Tueur" est inspiré de John Wayne Gacy.
- Dans un spin-off de L'Incroyable Famille Kardashian, Les sœurs Kardashian à Miami Saison 2 épisode 3, Khloe rencontre une neurobiologiste faisant des expériences sur le cerveau de John Wayne Gacy pour une interview dans son émission Khloe After Dark.
- Dans la série American Horror Story: Hotel, le personnage de John Gacy est interprété par John Caroll Lynch. On le retrouve notamment dans l'épisode 4 ainsi que dans l'épisode 12.
- Le rappeur Cj Sordide lui consacre un morceau intitulé JWG (John Wayne Gacy).
- Le maquillage du Joker dans le film du même nom de 2019 (par Todd Philips) est inspiré de celui de John Wayne Gacy en Pogo le Clown. Par ailleurs le cabaret où se produit le Joker s'appelle le Pogo.
- Le groupe de doom metal japonais Church of Misery lui consacre une chanson nommé Master of Brutality (John Wayne Gacy) sur l'album du même nom, sortie en 2001.
- Dans la série américaine Supernatural, les frères Winchester rencontrent et combattent à deux reprises le fantôme de John Wayne Gacy.
- Dans le jeu vidéo Dead by Daylight, le personnage « Le Clown » est fortement inspiré de John Wayne Gacy.
- Il apparaît brièvement dans la série Dahmer - Monstre : L'Histoire de Jeffrey Dahmer diffusée sur Netflix en 2022.
- Il est le protagoniste dans la chanson « John Wayne Gacy » du groupe de rock industriel SKYND dont le clip retrace son histoire.

## Documentaires
- 1995 : « John Gacy, le clown meurtrier » dans la série Affaires criminelles. Enquêtes sur les grands crimes de notre temps de Christophe Lagrange, ALP/Marshall Cavendish  (ISBN 2-7365-0033-4)
- « John Wayne Gacy : le clown tueur » dans Portraits de criminels sur RMC Story et sur RMC Découverte
- 2022 : John Wayne Gacy :  autoportrait d'un tueur (en) sur Netflix